# 1961 a tudományban
Az 1961. év a tudományban és a technikában.

## Díjak
- Nobel-díjak
  - Fizikai Nobel-díj: Robert Hofstadter, Rudolf Mössbauer
  - Fiziológiai és orvostudományi Nobel-díj: Békésy György
  - Kémiai Nobel-díj: Melvin Calvin

## Születések
- február 6. – Jurij Onufrijenko ukrán származású orosz űrhajós
- március 10. – Laurel Clark amerikai orvos, űrhajósnő († 2003)
- április 15. – Carol W. Greider Nobel-díjas (megosztva) amerikai molekuláris biológus
- április 25. – Frank De Winne belga űrhajós
- július 1. – Kalpana Chawla, az első indiai–amerikai űrhajósnő, az első indiai nő a világűrben († 2003)
- július 4. – Brendan Eich amerikai programozó, a JavaScript programnyelv megteremtője, társalapítója a Mozilla projektnek
- október 24. – Susan Kilrain amerikai mérnök űrhajósnő

## Halálozások
- január 4. – Erwin Schrödinger Nobel-díjas osztrák fizikus, a kvantummechanika egyik „atyja” (* 1887)
- április 6. – Jules Bordet Nobel-díjas belga immunológus és mikrobiológus (* 1870)
- június 6. – Carl Jung svájci pszichiáter, pszichológus, analitikus (* 1875)
- augusztus 14. – Henri Breuil francia archeológus (* 1877)
- augusztus 20. – Percy Williams Bridgman Nobel-díjas amerikai kísérleti fizikus (* 1882)
- november 30. – Ehrenfried Pfeiffer német kémikus, biokémikus, antropozófus (* 1899)